# 江夏县
江夏縣，中国旧县名。管辖范围包含如今中华人民共和国湖北省武汉市的青山区、武昌区、洪山区、江夏区。

## 南北朝
南陈时，南陈政府为侨置设置了汝南县。

## 隋朝
隋朝开皇九年（589年），隋灭南陈，改汝南县为江夏县，为鄂州治所。县治与州治均设于郢州城。

## 唐朝
唐朝时，鄂州曾改为江夏郡，江夏县仍然为江夏郡治。牛僧孺任武昌节度使时，修鄂州城。

## 宋朝
宋朝时，江夏县仍属鄂州。

## 元朝
元朝时，江夏县为鄂州路、武昌路治。

## 明朝
明朝时江夏县為湖北武昌府治所。江夏县包含的范围为如今武汉市的青山区、武昌区、洪山区、江夏区。
明朝洪武三年（1370年）四月，明朝政府在江夏县内武昌府府城内的黄龙山为楚王朱桢建王府。

## 清朝
清朝时江夏县仍然为湖北武昌府治所。清朝江夏县包含的范围和明朝一样，为如今武汉市的青山区、武昌区、洪山区、江夏区。
清代对江夏县的考评为：要，冲，繁，难。

## 1912年以后
中华民國初年，江夏县被改名為武昌縣。